# Мур, Уилли Хоббс
Уи́лли Хоббс Мур (англ. Willie Hobbs Moore; 23 мая 1934, Атлантик-Сити — 14 марта 1994, Анн-Арбор) — американский физик, инженер и педагог. Первая афроамериканка, получившая докторскую степень по физике. Автор работ по молекулярной спектроскопии, в частности по особенностям инфракрасных спектров сложных органических молекул. В поздние годы жизни — один из высокопоставленных сотрудников компании Ford, оказавший существенное влияние на использовавшиеся в ней методы управления производством.

## Биография
Уилли родилась в Атлантик-Сити (штат Нью-Джерси) в семье водопроводчика и владельца мелкого бизнеса Уильяма Хоббса и домохозяйки и работницы отеля Бесси Хоббс. В семье также было две младших дочери — Элис и Тельма. Уилли Хоббс в школе была отличницей, особенно увлекалась математикой и науками и даже получила от школьного консультанта совет продолжать обучение техническим дисциплинам. В 1954 году она поступила в Мичиганский университет, училась в Инженерном колледже (англ. College of Engineering) и получила степени бакалавра (1958) и магистра (1961), став первым представителем своей семьи, окончившим высшее учебное заведение. Хотя иногда девушка сталкивалась в университете с дискриминационными заявлениями, в целом у неё не было проблем в учёбе и с преподавателями, которые высоко оценивали её способности.
После окончания обучения Хоббс получила место младшего инженера в отделе аэрокосмических систем компании Bendix в Анн-Арборе (штат Мичиган), где занималась расчётом излучения от плазмы различных видов. В 1962 году она перешла в фирму Barnes Engineering Company (Стамфорд, Коннектикут), где работала над задачей об инфракрасном излучении от следов, оставляемых в атмосфере возвращаемыми космическими аппаратами. Однако уже через год Уилли вернулась в Анн-Арбор, чтобы работать системным аналитиком в компании Sensor Dynamics и заниматься устройствами оптической задержки. В 1965 году она стала научным сотрудником и консультантом в Институте науки и технологий при Мичиганском университете, где моделировала гиперзвуковые следы в атмосфере для проверки существующих представлений об их формировании. В 1967 году она заняла в фирме KMS Industries должность системного аналитика, ответственного за поддержку сотрудников оптического отдела, а два года спустя стала старшим аналитиком в Datamax Corp с обязанностью оценивать эффективность продукции компании и осуществлять долгосрочное планирование. Причиной частой смены места работы в этот период была необходимость обеспечивать свою растущую семью: 17 августа 1963 года она вышла замуж за Сидни Мура, математика и психолога по образованию и впоследствии многолетнего сотрудника Института нейропсихиатрии при Мичиганском университете; у них было двое детей — Дориан и Кристофер, которые также закончили Мичиганский университет, а первая получила степень доктора медицины.
С 1966 года Мур одновременно работала над докторской диссертацией в Мичиганском университете. Её работа, выполнявшаяся под руководством известного спектроскописта Сэмюэла Кримма (англ. Samuel Krimm), была посвящена теоретическому исследованию колебательных состояний атомов хлора в органических молекулах, таких как поливинилхлорид. В 1972 году она защитила диссертацию на тему «Колебательный анализ вторичных хлоридов» (англ. A vibrational analysis of secondary chlorides). Следующие пять лет Мур была постдоком на физическом факультете и в Центре исследований макромолекул, опубликовав ряд работ по колебательной спектроскопии сложных молекул (таких, как пептиды и белки), однако по финансовым соображениям была вынуждена уйти из науки. В 1977 году она стала инженером в компании Ford, продвинувшись в последующие годы до исполнительного уровня и существенно поспособствовав широкому применению в организации позаимствованных из Японии методов управления производством и контроля качества продукции.
Мур активно участвовала в деятельности, направленной на помощь афроамериканской общине: преподавала в Субботней академии для афро-американских учеников (англ. Saturday Academy for African American Students), была членом нескольких общественных организаций, организованных чернокожими женщинами с университетским образованием, была членом Африканской методистской епископальной церкви в Анн-Арборе (англ. Ann Arbor’s Bethel African Methodist Episcopal Church). Вместе с тем, она предостерегала против использования цвета кожи как оправдания для своих неудач. Её усилия не остались незамеченными. В 1991 году журнал Ebony включил Мур в число 100 самых многообещающих чёрных женщин деловой Америки. В 1995 году ей посмертно была присуждена премия имени Эдварда Буше (англ. Edward Bouchet Pioneer Award) от Национальной конференции чернокожих студентов-физиков. В Мичиганском университете в 2004 году прошёл симпозиум в честь знаменитых чернокожих выпускников Уилли Хоббс Мур и Элмера Аймса, а в 2018 году на факультете электрической и компьютерной техники была учреждена выпускная лекция (англ. alumni lecture) памяти Мур. Одна из сессий собрания Американского физического общества в марте 2022 года была приурочена к 50-й годовщине защиты ею докторской диссертации.
Мур скончалась 14 марта 1994 года в своём доме в Анн-Арборе после долгой борьбы с раком. Впечатление окружающих о Мур было суммировано в одной из публикаций следующим образом:

Находили, что она очень умна, остроумна и быстро находит слова, чтобы ответить на то, что мы сейчас назвали бы микроагрессией. Её характеризовали как уравновешенную, чуткую, добрую и любопытную. Говорили, что она отличный учитель. Многие вспоминали её большие очки, её быструю речь и её мягкий, но отчётливый акцент Нью-Джерси.
Оригинальный текст (англ.)They found her to be highly intelligent, witty, and quick to verbally respond to what we would now call microaggressions. They characterized her as being even-tempered, empathetic, kindhearted, and curious. They said she was an excellent teacher. Many of them recalled her large glasses, her fast-talking nature, and her mild, yet distinct, New Jersey accent.

## Избранные публикации
- Moore W.H., Krimm S. Calculated intermolecular interactions in secondary chlorides // Journal of Chemical Physics. — 1973. — Vol. 59, № 9. — P. 5195-5196. — doi:10.1063/1.1680738.
- Moore W.H., Ching J.H.C., Warrier A.V.R., Krimm S. Assignment of torsion and low frequency bending vibrations of secondary chlorides // Spectrochimica Acta Part A: Molecular Spectroscopy. — 1973. — Vol. 29, № 10. — P. 1847-1858. — doi:10.1016/0584-8539(73)80169-2.
- Moore W.H., Krimm S. A complete general valence force field for secondary chlorides // Spectrochimica Acta Part A: Molecular Spectroscopy. — 1973. — Vol. 29, № 12. — P. 2025-2042. — doi:10.1016/0584-8539(73)80061-3.
- Moore W.H., Krimm S. Vibrational analyses of 2,4-dichloropentane and 2,4,6-trichloroheptane // Journal of Molecular Spectroscopy. — 1974. — Vol. 51, № 1. — P. 1-26. — doi:10.1016/0022-2852(74)90166-0.
- Moore W.H., Krimm S. Transition dipole coupling in amide I modes of β polypeptides // Proceedings of the National Academy of Sciences. — 1975. — Vol. 72, № 12. — P. 4933-4935. — doi:10.1073/pnas.72.12.4933.
- Moore W.H., Krimm S. The vibrational spectrum of crystalline syndiotactic Poly(vinyl chloride) // Die Makromolekulare Chemie. — 1975. — Vol. 1, № S19751. — P. 491-506. — doi:10.1002/macp.1975.020011975134.
- Hsu S.L., Moore W.H., Krimm S. A vibrational analysis of crystalline trans-1,4-polybutadiene // Journal of Applied Physics. — 1975. — Vol. 46, № 10. — P. 4185-4193. — doi:10.1063/1.321430.
- Hsu S.L., Moore W.H., Krimm S. Vibrational spectrum of the unordered polypeptide chain: A Raman study of feather keratin // Biopolymers. — 1976. — Vol. 15, № 8. — P. 1513-1528. — doi:10.1002/bip.1976.360150807.
- Moore W.H., Krimm S. Vibrational analysis of peptides, polypeptides, and proteins. I. Polyglycine // Biopolymers. — 1976. — Vol. 15, № 12. — P. 2439-2464. — doi:10.1002/bip.1976.360151210.
- Moore W.H., Krimm S. Vibrational analysis of peptides, polypeptides, and proteins. II. β‐Poly(L‐alanine) and β‐poly(L‐alanylglycine) // Biopolymers. — 1976. — Vol. 15, № 12. — P. 2464-2483. — doi:10.1002/bip.1976.360151211.
- Rabolt J.F., Moore W.H., Krimm S. Vibrational Analysis of Peptides, Polypeptides, and Proteins. 3. α-Poly(L-alanine) // Macromolecules. — 1977. — Vol. 10, № 5. — P. 1065-1074. — doi:10.1021/ma60059a034.
- Wu Y., with contribution by Moore W.H. Quality engineering: Products and process design optimization. — American Supplier Institute, 1985. — 496 p.
- Moore W.H. Fundamentals of quality concepts and tools. — Ford Quality Education and Training Center, 1989.
- Moore W.H. Managing with SPC. — Ford Quality Education and Training Center, 1989. — 245 p.
- Moore W.H. Quality planning (Quality overview). — Ford Quality Education and Training Center, 1990. — 59 p.